# 漆喰

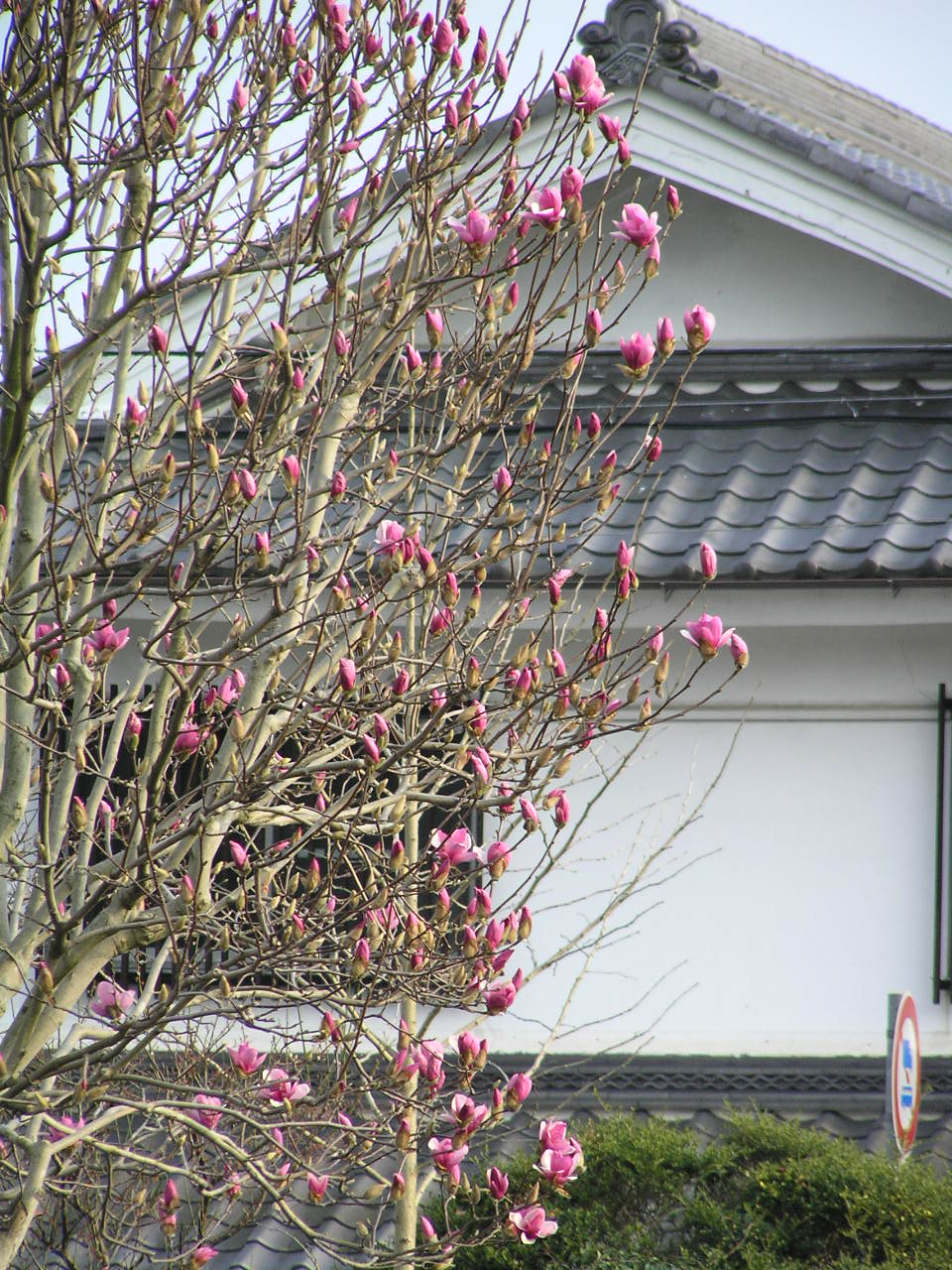
民家の壁に使われた漆喰

漆喰（しっくい、石灰、英: Plaster）とは、水酸化カルシウム（消石灰）を主成分とする建築材料。住宅様式や気候風土などに合わせて世界各地で組成が異なっており独自の発展がみられる建築材料である。
漆喰は、水酸化カルシウム・炭酸カルシウムを主成分としており、もとは「石灰」と表記されていたものであり、漆喰の字は当て字が定着したものである。

## 西洋の漆喰
西洋では漆喰は消石灰と砂を水を加えながら混ぜて練り上げたものである。
建築材料としては、神話の時代から接着剤として知られており、バベルの塔に関する記述に「しっくいの代わりにアスファルトを得た」という記述が残っている。消石灰を主成分とする建築材料は古代メソポタミア、古代ギリシャ、古代ローマのいずれの遺跡にもみられ紀元前から用いられていた。
古代ローマ時代から現代まで使われているマルモリーノと呼ばれる漆喰は、砕いた大理石と石灰から作られている。

## 日本の漆喰
日本の漆喰は消石灰を主成分に、骨材、すさ（麻）、海藻のりなどの有機物を混ぜて練り上げたものである。英語では日本の漆喰はShikkuiとして知られている。（en:Shikkui）
風雨に弱い土壁そのままに比べて防水性を与えることが出来るほか、不燃素材であるため外部保護材料として、古くから城郭や寺社、商家、民家、土蔵など、木や土で造られた内外壁の上塗り材としても用いられてきた建築素材である。面土や鬼首などの瓦止めの機能のほか、壁に使用される場合には、通常で3 - 5ミリ程度、モルタルなどへの施工の場合は10数ミリ程度の厚さが要求されている。塗料やモルタルなどに比べ乾燥時の収縮は少ないものの、柱などとの取り合い部に隙間が生じやすいため、施工の際には留意が必要である。
主成分の水酸化カルシウムが二酸化炭素を吸収しながら硬化(炭酸化)する、いわゆる気硬性の素材であるため、施工後の水分乾燥以降において長い年月をかけて硬化していく素材でもある。炭酸カルシウムは水に不溶であるため、漆喰の保存性は高い。水酸化カルシウムは硬化後、炭酸カルシウムとなるため、当初から炭酸カルシウムを骨材として含有するものが漆喰とされる場合もあるが、一般には水酸化カルシウムが主たる固化材として機能するものに限定されている。
顔料を混ぜない（で用いる）白い漆喰のことを、「白漆喰」という。

### 歴史

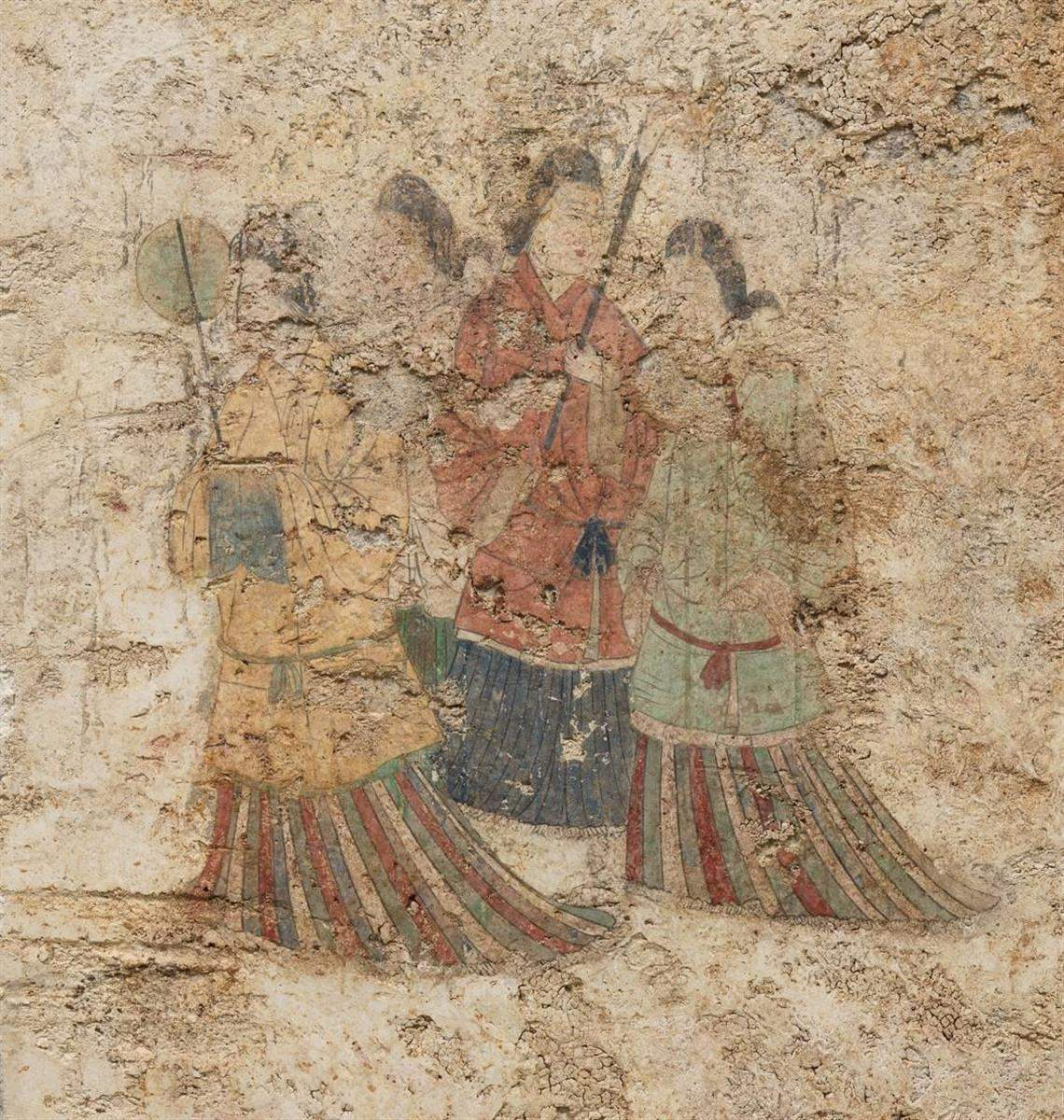
高松塚古墳壁画 西壁女子群像

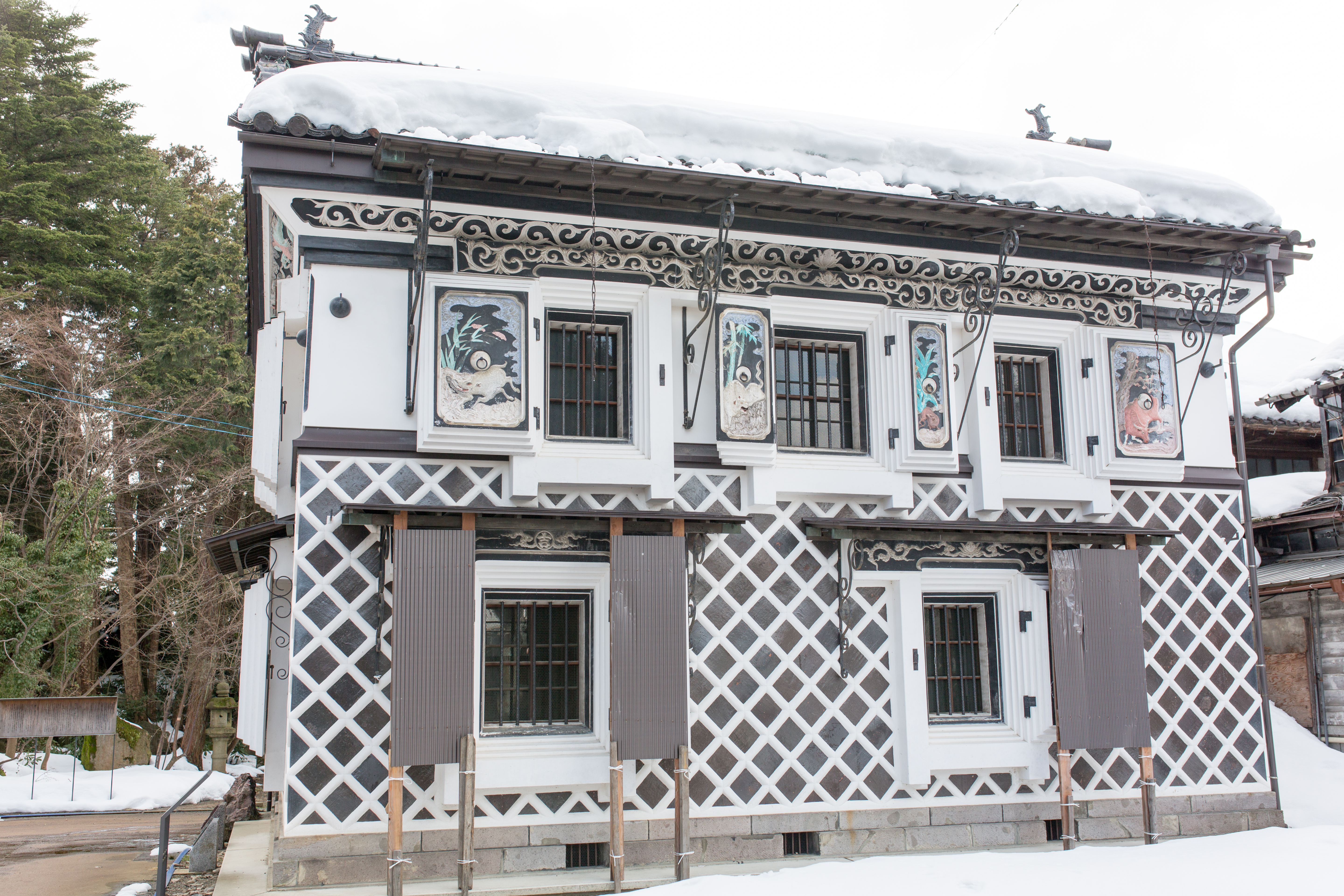
なまこ壁とこて絵（新潟県長岡市の機那サフラン酒製造本舗土蔵）

原始的な漆喰（ほぼ石灰）は日本では、部分的だが、縄文時代後期、約4000年前の遺跡（千葉市、大膳野南貝塚）から発見されたものが2012年時点では国内最古とされる。炉穴内部や周辺の床に厚さ1センチほどに塗り固められた状態で出土しており、玉川文化財研究所所長は、炉を封じる=住居を放棄する儀式に用いられたのではとの考えを示し、この地の縄文人が独自に開発するも広まらなかったのだろうと推測している。
建築材料として漆喰が日本に渡来するのは飛鳥時代といわれており神社仏閣建築に使用された。古墳（高松塚古墳壁画等）などにも使われている。
また、多くの城郭の壁に使用されており、室町時代末（1565年）に信貴山城（奈良）を訪れた宣教師イスマン・ルイス・ダルメイダは、「今日までキリスト教国において見たことがなき甚だ白く光沢ある壁を塗りたり。其の清潔にして白きこと、あたかも当日落成せしものの如く、教国に入りたるの感あり。外より此城を見れば甚だ心地よく、世界の大部分にかくの如く美麗なるものありと思はれず」と、所感を述べている。
他にも、この時代、西洋圏から鉄砲が伝来したため、漆喰にも防弾性が求められた結果、足利家が築いた中尾城では、漆喰に礫（こいし）を混ぜ込んで塗るといった対策も取られており、漆喰の城壁にも防御性を高めるための工夫がとられた。
近世期、藩によっては、農民の家は白壁作りをしてはいけないというお触れが出された。
太平洋戦争後、在来工法建築とともに急速に衰退したが、近年、土蔵のなまこ壁や古民家のこて絵などを通じて文化的に再評価されつつある。また、漆喰の特性を生かしたタイル（漆喰タイル）も開発されている。

### 分類

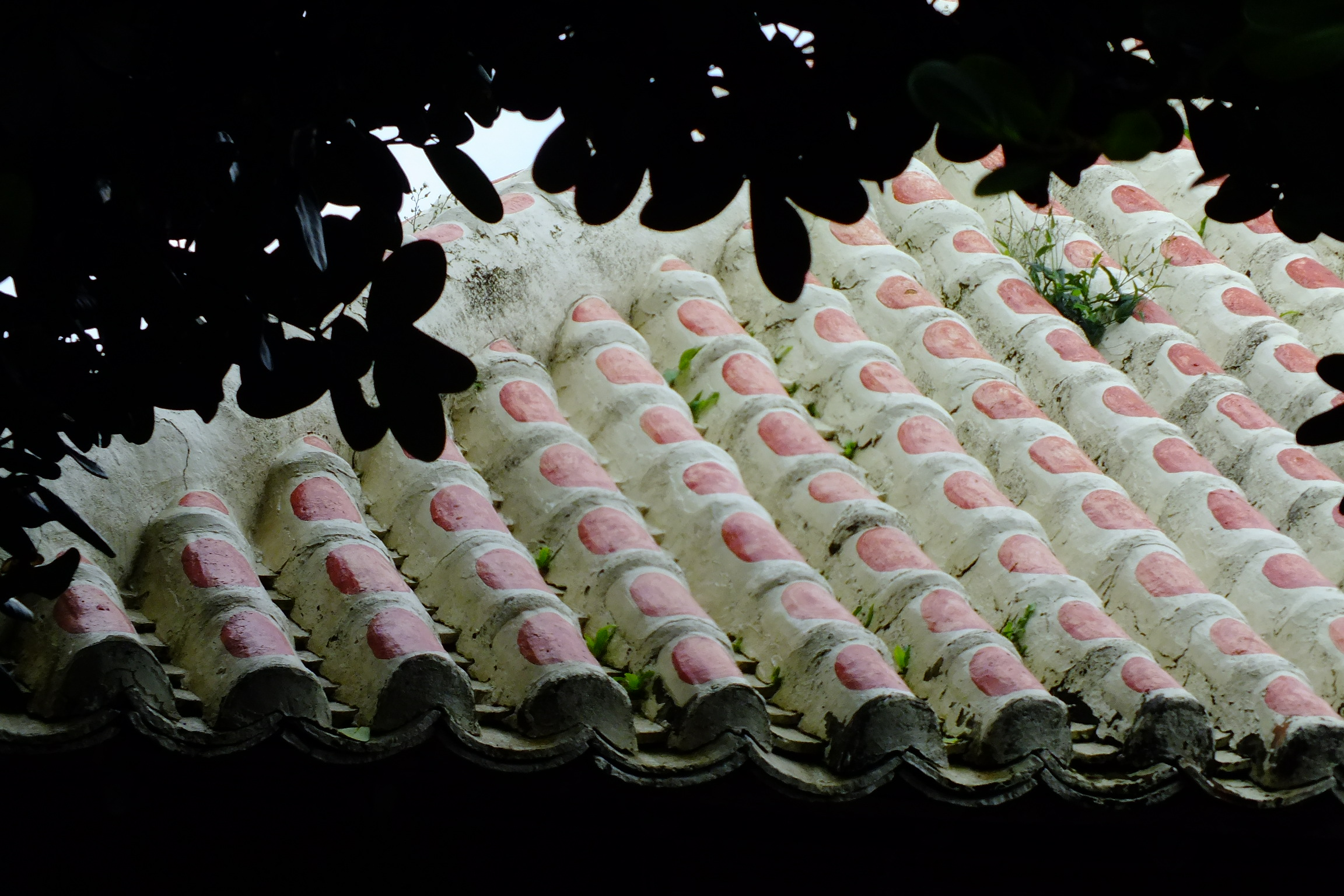
屋根の琉球瓦の目地に使われた漆喰

日本における漆喰は現在、大きく5種に分けられる。
本漆喰
旧来漆喰とされてきたもの。現地にて昔ながらに海藻（フノリ）を炊いてのりを作り、麻すさ（麻の繊維）と塩焼き消石灰を混合して作られる。
土佐漆喰
3ヶ月以上発酵させた藁と塩焼き消石灰と水を混合し、熟成させたもの。そのため藁の成分が発色し、施工直後から紫外線で退色するまでは薄黄から薄茶色の姿に仕上がる。練り状の製品しか存在しない。
既調合漆喰
いわゆる「漆喰メーカー」が製造した漆喰製品。一般に塩焼き消石灰と麻すさ、粉末海藻のり、炭酸カルシウムなどの微骨材が配合された粉末製品。水を加え練ることで漆喰として使用される。近年では海藻のりに加え、合成樹脂を使用した製品や、化学繊維を使用した製品、顔料を混ぜて色をつけた製品もある。また、練り置き済み製品も存在する。
琉球漆喰（ムチ。沖縄方言で「餅」の意）
藁と生石灰を混合したものに水を加え、生石灰に消化加熱反応を起させることで藁を馴染ませ、さらにそれをすり潰し熟成させたもの。土佐漆喰に比べ藁の混入量が多いため、紫外線で退色するまでは濃黄から薄茶色の姿に仕上がる。練り状の製品しか存在しない。沖縄の屋根瓦工事を中心に用いられる。
漆喰関連製品
近年上市されている、漆喰の機能を有するとされる塗料や海外製の消石灰が配合された塗り壁材など。現状は既調合漆喰との区別をする規定がない。
上記5種以外に、本漆喰から派生した地域独特の漆喰が存在する（肥後漆喰など）。

### 原料
消石灰
漆喰の主成分となる。コブシ大程度に砕かれた石灰岩を土中窯や徳利窯と呼ばれる竪窯で、石炭やコークスを燃料として塩を加えながら焼かれる「塩焼き」で焼成された生石灰から作られた消石灰。一般に「塩焼き灰」と呼ばれる。
貝灰
貝を原料とする消石灰。貝殻を焼いた後、消化させて作られる。消石灰であるが、石灰岩を原料としたものと分けるため、貝灰と呼称される。現代では生産者が少なくなり希少な素材となっているが、近世までは、石灰原料として鉱山から採掘した石灰岩を加工してつくる石灰に比べ原料調達が容易なため、貝が主流であった。天正14年(1586年)京都方広寺大仏（京の大仏）造営においては、漆喰原料の調達にあたった今井宗久により全国から牡蠣数万俵を集めたとされる。原料にはカキ、アサリやハマグリなど様々な食用貝の殻が使われてきたが、現在では赤貝を原料としたものが大半であり、他の貝種の貝灰を入手するのは難しい。
すさ
収縮防止やつなぎ（補強）効果を与える。麻に類する植物繊維が主に使われてきたが、現在では豆類や香辛料が輸入される際に包材となる南京袋を加工して作られているものが大半である。歴史的には大麻、苧麻のほか、近世に輸入されるようになった綱麻、亜麻、マニラ麻、サイザル麻などが使われている。土佐漆喰や琉球漆喰のすさには藁が用いかられるほか、上級の上塗り漆喰には紙繊維も用いられる。また、関東地域を中心として「つた」とも呼称される。
海藻のり
「のり」と呼称されるが、壁に使用される場合、漆喰へ混入される一番の目的は「接着」ではなく「保水効果」による作業性の向上である。さらに粘度調整効果も求められる。
歴史的には布海苔、銀杏草、角叉などの海藻を煮炊きして抽出したものが使われていた。現在は加熱後乾燥、粉末化された粉末海藻のりが主流となっている。その原料のほとんどに銀杏草が用いられている。原料海藻は国内では東北～北海道が産地であるが、収穫量が少ないため南米産の海藻も多く使われている。
また、原料海藻を「ふのり」や「つのまた」と総称して呼ばれてきた歴史があるため、実際の品種とは異なる呼称が使われることも少なくない。
骨材
屋根用や壁の中塗り用として川砂などの骨材が混入される。また、主原料となる消石灰に含まれる水酸化カルシウム分が過剰であるなどして収縮力が強すぎる場合には、その緩衝材として微粉骨材が混入されることが多い。
樹脂
天然由来であるため不安定とされる海藻のりの効果を補填するために使用され始めたが、現在では接着効果として考えられているケースが多々ある。そのため、最も多く使用されている水溶性樹脂メチルセルロースのほか、アクリル樹脂や酢酸ビニル樹脂など様々な樹脂が混入されている製品が存在する。
化学繊維
ナイロン繊維やガラス繊維など。麻すさの代用品としてだけでなく、強度向上や作業性向上のため混入されている。
着色顔料
古くは松煙と呼ばれる油煤を原料とした黒顔料や弁柄など、漆喰に色を着ける目的で使用されてきた。近年ではカーボンブラックや鉱物系顔料など、様々な顔料が用いられている。
油
漆喰に練りこむことで、防水効果を向上させる目的に使われてきた。その技法は台風など雨の影響を受けやすい西日本に多く見受けられる。種類としては古くは荏油、鯨油、魚油、桐油などがあるが、現在は菜種油が主流である。

## 漆喰の機能
調湿性
漆喰の中にはたくさんの細かい孔（あな）があり、湿気を吸収・放出して快適な湿度にコントロールしてくれる。夏場はジメジメを防ぎ、冬場は過乾燥や壁面の結露を防止する効果がある。

### 消臭性
漆喰が持つ無数の細かい孔（あな）があり、ニオイ成分を吸着して無臭化する働きがある。

### 安全性
漆喰は自然素材でありシックハウス症候群の原因物質や揮発性有機化合物などを含まない建築材料である。

### 抗菌性
漆喰は水分が加わると強アルカリ性を示し微生物の繁殖を抑制し不活性化する。

### 不燃性
漆喰は不燃性の建築材料である。

### 防カビ性
長時間アルカリ性を保つため、カビが繁殖できない。